# CRB El Amria
 (octobre 2020).
Si vous disposez d'ouvrages ou d'articles de référence ou si vous connaissez des sites web de qualité traitant du thème abordé ici, merci de compléter l'article en donnant les références utiles à sa vérifiabilité et en les liant à la section « Notes et références ».
Maillots
Le Chabab Riadhi Baladiat El Amria (en arabe : الشباب الرياضي لبلدية العامرية), plus couramment abrégé en CRBEA et plus connu sous le nom de Chabab El Amria, est un club algérien de football fondé en 1924 et basé dans la ville d'El Amria, dans la wilaya d'Aïn Témouchent.

## Histoire
Le club évolue à plusieurs reprises en Deuxième Division, mais sans jamais atteindre la Première Division. Après l’indépendance de l'Algérie, le CRBEA intègre le championnat national en Critérium honneur 1962-1963 (Critériums d'honneur d'Oranie),, . Le 7 octobre 1962, Le championnat est organisé sous la forme de sept groupes de dix clubs chacun. Le CRBEA commence dans le groupe I de l'Ouest, mais se voit relégué en Championnat d'Algérie de 4e Division pour la saison 1963-1964.
Actuellement[Quand ?], il évolue en championnat Régional 1 Oran (D4).

## Bilan sportif

### Palmarès
| Compétitions nationales                     |
| ------------------------------------------- |
| - DNA (1) : - Champion Gr. Ouest : 1997-98. |

## Anciens joueurs
- Said Yemma